# Ультимо
Ультимо (итал. Ultimo) — коммуна в Италии, располагается в регионе Трентино — Альто-Адидже, в провинции Больцано.
Население составляет 2959 человек (2008 г.), плотность населения составляет 14 чел./км². Занимает площадь 208 км². Почтовый индекс — 39016. Телефонный код — 0473.
Покровительницей коммуны почитается святая Вальбурга, празднование 25 февраля.

## Демография
Динамика населения:

## Администрация коммуны
- Официальный сайт: http://www.comune.ultimo.bz.it/